# AG2R La Mondiale/2015

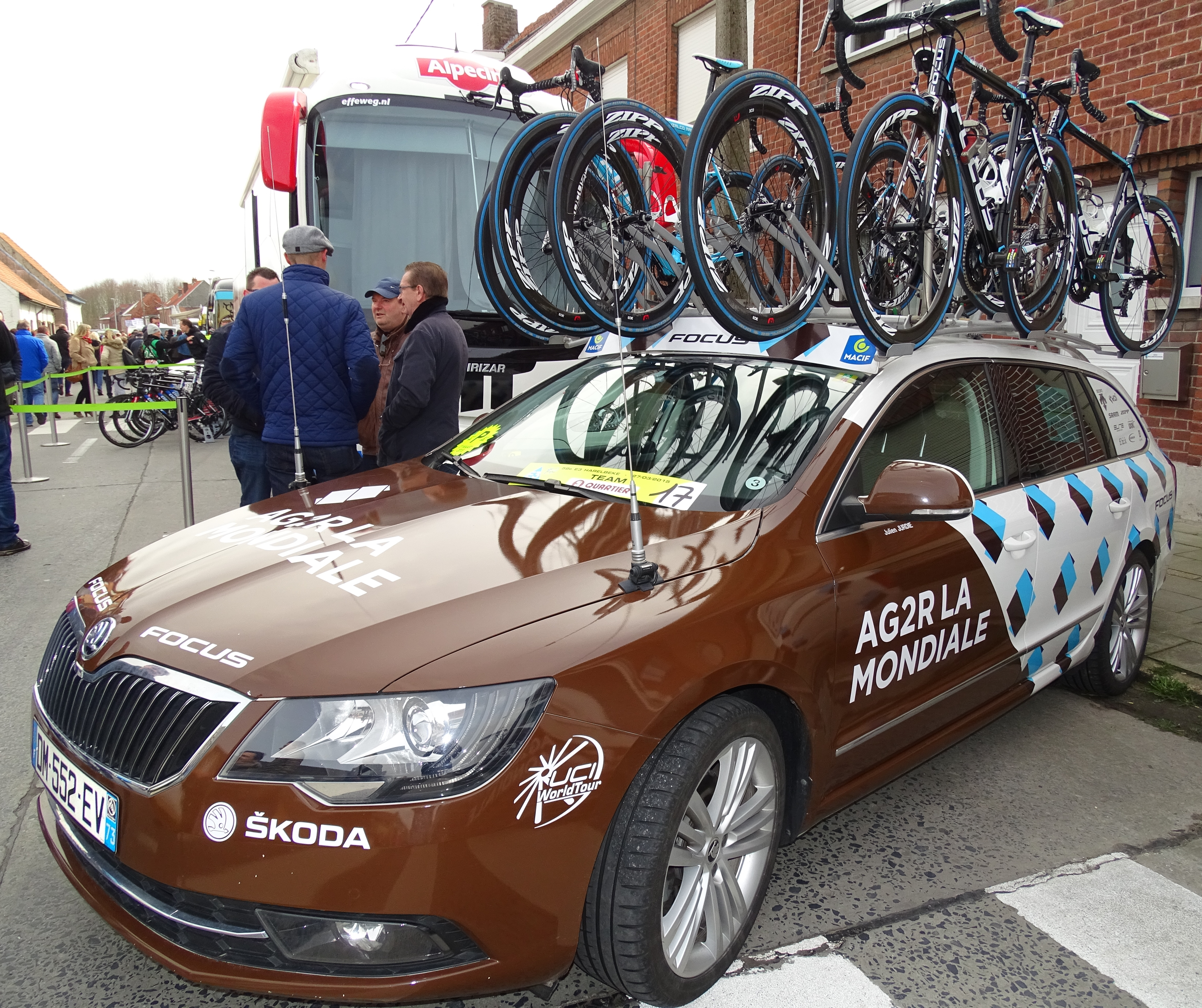
ploegleiderswagen van AG2R tijdens de E3 Harelbeke

Deze pagina geeft een overzicht van de AG2R-La Mondiale-wielerploeg in  2015.

## Algemeen
Sponsors: AG2R, La Mondiale
Algemeen manager: Vincent Lavenu
Ploegleiders: Laurent Biondi, Gilles Mas, Artūras Kasputis, Didier Jannel, Julien Jurdie, Stéphane Goubert, Jean-Baptiste Quiclet, Nicolas Guille
Fietsmerk: Focus
Kleding: Descente
Kopmannen: Carlos Betancur, Domenico Pozzovivo, Romain Bardet, Jean-Christophe Péraud, Samuel Dumoulin, Jan Bakelants

## Transfers
| Inkomend                | Team 2014                           | Uitgaand            | Team 2015                    |
| ----------------------- | ----------------------------------- | ------------------- | ---------------------------- |
| Jan Bakelants           | Omega Pharma-Quick-Step             | Maxime Bouet        | Etixx-Quick-Step             |
| Johan Vansummeren       | Garmin Sharp                        | Steve Chainel       | Cofidis                      |
| Quentin Jauregui        | Roubaix Lille Métropole             | Davide Appollonio   | Androni Giocattoli-Venezuela |
| Nico Denz (vanaf 01/08) | Chambéry Cyclisme Formation & Stage | Jawhen Hoetarovitsj | Bretagne-Séché Environnement |
| Pierre-Roger Latour     | Chambéry Cyclisme Formation         | Julian Kern         | Gestopt                      |

## Renners
| Naam                       | Geboortedatum | Nationaliteit | Ploeg 2014                          |
| -------------------------- | ------------- | ------------- | ----------------------------------- |
| Gediminas Bagdonas         | 26-12-1985    | Litouwen      |                                     |
| Jan Bakelants              | 14-02-1986    | België        | Omega Pharma-Quick-Step             |
| Romain Bardet              | 09-11-1990    | Frankrijk     |                                     |
| Julien Bérard              | 27-07-1987    | Frankrijk     |                                     |
| Carlos Betancur (tot 20/8) | 13-10-1989    | Colombia      |                                     |
| Guillaume Bonnafond        | 23-06-1987    | Frankrijk     |                                     |
| Mikaël Cherel              | 17-03-1986    | Frankrijk     |                                     |
| Maxime Daniel              | 05-06-1991    | Frankrijk     |                                     |
| Nico Denz (vanaf 01/08)    | 15-02-1994    | Duitsland     | Chambéry Cyclisme Formation & Stage |
| Axel Domont                | 07-08-1990    | Frankrijk     |                                     |
| Samuel Dumoulin            | 20-08-1980    | Frankrijk     |                                     |
| Hubert Dupont              | 13-11-1980    | Frankrijk     |                                     |
| Ben Gastauer               | 14-11-1987    | Luxemburg     |                                     |
| Damien Gaudin              | 20-08-1986    | Frankrijk     |                                     |
| Alexis Gougeard            | 05-03-1993    | Frankrijk     |                                     |
| Patrick Gretsch            | 07-04-1987    | Duitsland     |                                     |
| Hugo Houle                 | 27-09-1990    | Canada        |                                     |
| Quentin Jauregui           | 22-04-1994    | Frankrijk     | Roubaix Lille Métropole             |
| Blel Kadri                 | 03-09-1986    | Frankrijk     |                                     |
| Pierre-Roger Latour        | 12-10-1993    | Frankrijk     | Chambéry Cyclisme Formation         |
| Sébastien Minard           | 12-06-1982    | Frankrijk     |                                     |
| Lloyd Mondory              | 26-04-1982    | Frankrijk     |                                     |
| Matteo Montaguti           | 06-01-1984    | Italië        |                                     |
| Rinaldo Nocentini          | 25-09-1977    | Italië        |                                     |
| Jean-Christophe Péraud     | 22-05-1977    | Frankrijk     |                                     |
| Domenico Pozzovivo         | 30-11-1982    | Italië        |                                     |
| Christophe Riblon          | 17-01-1981    | Frankrijk     |                                     |
| Sébastien Turgot           | 11-04-1984    | Frankrijk     |                                     |
| Johan Vansummeren          | 04-02-1981    | België        | Garmin Sharp                        |
| Alexis Vuillermoz          | 01-06-1988    | Frankrijk     |                                     |
| Stagiairs                  |               |               |                                     |
| François Bidard            | 19-03-1992    | Frankrijk     | Chambéry Cyclisme Formation         |
| Romain Campistrous         | 16-07-1992    | Frankrijk     | GSC Blagnac VS31                    |
| Florent Pereira            | 19-10-1993    | Frankrijk     | Team Pro Immo Nicolas Roux          |

## Overwinningen
Ronde van de Haut-Var
1e etappe: Ben Gastauer
Eindklassement: Ben Gastauer
La Drôme Classic
Winnaar: Samuel Dumoulin
Classic Loire-Atlantique
Winnaar: Alexis Gougeard
Ronde van Catalonië
3e etappe: Domenico Pozzovivo
Internationaal Wegcriterium
3e etappe: Jean-Christophe Péraud
Eindklassement: Jean-Christophe Péraud
Ronde van Trentino
3e etappe: Domenico Pozzovivo
Grote Prijs van de Somme
Winnaar: Quentin Jauregui
Vierdaagse van Duinkerke
3e etappe: Alexis Gougeard
Grote Prijs van Plumelec
Winnaar: Alexis Vuillermoz
Critérium du Dauphiné
5e etappe: Romain Bardet
Canadees kampioenschap tijdrijden
Winnaar: Hugo Houle
Ronde van Frankrijk
8e etappe: Alexis Vuillermoz
18e etappe: Romain Bardet
Pan-Amerikaans kampioenschap tijdrijden
Winnaar: Hugo Houle
Ronde van de Ain
4e etappe: Pierre-Roger Latour
International Road Cycling Challenge
Winnaar: Alexis Vuillermoz
Ronde van Spanje
19e etappe: Alexis Gougeard
Ronde van Gévaudan Languedoc-Roussillon
2e etappe: Alexis Vuillermoz
Circuit Franco-Belge
Proloog: Alexis Gougeard
Eindklassement: Alexis Gougeard
Ronde van Piemonte
Winnaar: Jan Bakelants
Ronde van Emilia
Winnaar: Jan Bakelants
2000 · 2001 · 2002 · 2003 · 2004 · 2005 · 2006 · 2007 · 2008 · 2009 · 2010 · 2011 · 2012 · 2013 · 2014 · 2015 · 2016 · 2017 · 2018 · 2019 · 2020 · 2021 · 2022 · 2023 · 2024 · 2025
AG2R-La Mondiale · Astana Pro Team · BMC Racing Team · Team Cannondale-Garmin · Etixx-Quick Step · FDJ · Team Giant-Alpecin · IAM Cycling · Katjoesja · Lampre-Merida · Team LottoNL-Jumbo · Lotto Soudal · Movistar Team · Orica GreenEDGE · Team Sky · Tinkoff-Saxo · Trek Factory Racing